# Berliner Geschichtswerkstatt
Die Berliner Geschichtswerkstatt e. V. (BGW) knüpfte bei ihrer Gründung 1981 an die damals neue Geschichtsbewegung in Skandinavien und den USA an, die mit den Begriffen „Grabe-wo-du-stehst“ und „Geschichte von unten“ verbunden ist. Zwei Grundsätze prägen die Arbeit der BGW seit ihrer Gründung: Die Deutungsmacht über Geschichte sollte nicht den jeweils Herrschenden und Wissenschaften überlassen bleiben, jeder hat etwas zu erzählen und zum Geschichtsbild beizutragen. Sich bewusst werden über den historischen Kontext der eigenen Biografie und die alltäglichen Mitgestaltungsmöglichkeiten in Vergangenheit und Gegenwart ruft politische Selbstwirksamkeit als Grundlage demokratischen Lebens hervor.

## Geschichte
Die BGW wurde am 25. Mai 1981 im Blauen Salon des Berliner Mehringhofs gegründet und bezog bald darauf ein Ladenlokal in der Schöneberger Goltzstraße 49, in dem der Verein seinen Sitz hat. Gründungsmitglieder waren 25 Personen, u. a. Thomas Lindenberger, Susanne zur Nieden, Diethart Kerbs, Udo Gößwald, Martin Düspohl, Andreas Ludwig, Gisela Wenzel.
In Projekten und Arbeitsgruppen arbeiteten und arbeiten Menschen jedes Alters und jeder Profession über mehrere Jahre zusammen, unter ihnen viele Geschichtsstudenten und Historiker. Ein Schwerpunkt der Arbeit der BGW wurde auf die NS-Zeit gelegt, über die die Eltern- und Großelterngeneration bis dahin geschwiegen hatte.
So wie in Berlin entstanden in den 1980er Jahren überall in der Bundesrepublik Geschichtswerkstätten. Die BGW war initiierend und federführend dabei, als es galt den Austausch unter den lokal und regional Forschenden in der neuen Geschichtsbewegung zu organisieren: Netzwerktreffen fanden statt. 1983 wurde ein bundesweiter Dachverband – die Geschichtswerkstatt e. V. – gegründet, der die neue Zeitschrift Geschichtswerkstatt (seit 1992 WerkstattGeschichte) herausbrachte. 1984 wurde das erste Geschichtsfest in West-Berlin organisiert und als mehrtägige Fachtagung durchgeführt.
Die Dampfergruppe der BGW entdeckt seit mehr als 30 Jahren mit den Historischen Stadtrundfahrten mit dem Schiff große und kleine Geschichten entlang der Berliner Wasserstraßen und ist die Folge einer „Erfindung“ zum Geschichtsfest 1984, als für das Rahmenprogramm die erste Fahrt auf den (West-)Berliner Wasserstraßen durchgeführt wurde.
Die Methode der Oral History wurde mit jedem Projekt weiter entwickelt, die biografischen Selbstzeugnisse (lebensgeschichtliche Interviews, Fotos und Dokumente) bilden den Hauptbestandteil des heutigen Archivs der BGW in Berlin-Schöneberg, das fachkundig geleitet wird.
Seit der Gründung findet jeden ersten Montag im Monat eine abendliche Diskussionsrunde für Neu-Interessierte statt, neben der intensiven Projektarbeit werden Veranstaltungen und Stadtrundgänge organisiert. Die Arbeit in der BGW erfolgt überwiegend ehrenamtlich.
2001 wurden die Forschungsarbeiten und Aktivitäten der BGW durch ehemalige polnische Zwangsarbeiter gewürdigt. Gisela Wenzel erhielt die Goldene Medaille des Verbandes der durch das Dritte Reich geschädigten Polen
Am 13. März 2014 wurde Gisela Wenzel für ihre Arbeit in zahlreichen Projekten zur Alltags- und Lokalgeschichte, z. B. zum Arbeiterviertel „Rote Insel“ und zur NS-Zwangsarbeit in Berlin und zur Erinnerung an Julius und Annedore Leber mit dem deutschen Bundesverdienstkreuz am Bande geehrt. Die thematische Entwicklung des Vereins und der Bewegung sind der Chronologie der Projekte und Publikationen zu entnehmen. Die eigenen Bücher des Vereins sind im Laden in der Goltzstraße 49 in Schöneberg, über die Website und über Amazon erhältlich; darüber hinaus ein ausgewähltes Sortiment an Berlin-Literatur mit dem Schwerpunkt Alltags- und Regionalgeschichte.

## Projekte
- 1981/1982: Veranstaltungsreihe mit Zeitzeugenbefragung Vom Lagerfeuer zur Musikbox
- 1983: Spurensicherung Alltag und Widerstand im Berlin der dreißiger Jahre und 50 Jahre Machtergreifung der Nationalsozialisten
- seit 1984: Historische Stadtrundfahrten mit dem Schiff in (West-)Berlin, seit 1990 durch ganz Berlin, seit 1991 mit AG zur Frauengeschichte
- 1984: Laientheatergruppe Oberwasser und Tiefgang
- seit 1986: Straßennamen: Rosa-Luxemburg-Brücke (2012 Benennung in Rosa-Luxemburg-Steg), Fliegerviertel in Tempelhof
- 1983–1987: Die Rote Insel in Berlin-Schöneberg und Der Wedding. Berlin nach dem Krieg und Der Lindenhof
- 1987–1990: Mobiles Museum – wechselnde Ausstellungen an mehreren Standorten in einem ehemaligen BVG-Bus: Euthanasie-Aktion T4-Die Mordzentrale in der Tiergartenstraße 4, Straßennamen, Russen-Bilder 1945, Ansteckende Maßnahmen. Eine Ausstellung zum gesellschaftlichen Umgang mit AIDS, Von Krenz zu Kohl, Laube, Parzelle, Kolonie
- 1988: Juden am Kudamm
- 1987–1989: Das Augusterlebnis 1914
- 1987–1990: Jüdisches Leben am Wedding
- 1988–1991: Juden in Kreuzberg
- 1989: Danckelmann-Kietz und Präsentation der Ausstellung Rote Insel  im Museum Arbeiterleben um 1900 in der Ost-Berliner Husemannstraße (Prenzlauer Berg, Mai 1989), mit Begleitveranstaltungen
- 1990–1993: Arbeitsimmigration nach West-Berlin 1961–1993
- seit 1994: NS-Zwangsarbeit – Berlin-Niederschöneweide, tschechische Zwangsarbeiterinnen, Zwangsarbeiteralltag in Berlin und Brandenburg 1939–1945, polnische zivile Zwangsarbeiter, Berliner Firmenliste,[7] Gedenktafel-Initiativen, Dreilinden, Fehrbellin, Eröffnung des Dokumentationszentrums Berlin-Schöneweide im Herbst 2006,[8] Zeitzeugen-App 2013,[9] Gedenktafel Wilhelmsaue 40
- 2000–2020: Zwangsarbeit bei Bosch - drei Bücher, drei Ausstellungen und eine Webseite zum Einsatz von Zwangsarbeitern und KZ-Häftlingen in den beiden größten Rüstungsfirmen des Bosch-Konzerns: Dreilinden Maschinenbau GmbH, Kleinmachnow, und ELFI/Trillke-Werke, Hildesheim
- seit 2002: die 1984 gegründete Geschichtswerkstatt Lichtenrade arbeitet als Projektgruppe in der BGW weiter, mit dem Schwerpunkt NS-Zeit

Zusätzlich zur Weiterarbeit in den Projekten Stadtrundfahrten, NS-Zwangsarbeit und Lichtenrade gibt es regelmäßige Aktionen, Rundgänge, Werkstattgespräche, Veranstaltungsreihen u. a. zu den Themen Berliner Straßennamen, Gedenkorte, Gedenken an Personen wie z. B. Rosa Luxemburg, Paul Löbe, Rio Reiser, Rudi Dutschke, Benno Ohnesorg, Annedore und Julius Leber.

## Veröffentlichungen
Alle nachfolgenden Publikationen sind von der BGW herausgegeben worden.
- Medienpaket zu den Instandbesetzungen in Berlin 1981/1982. Selbstverlag, Berlin 1982. Mitherausgeber: Diethart Kerbs
- … Geschichte zurechtrücken, Unbekanntes aufdecken … Dokumentation der lokalhistorischen Projekte in der Bundesrepublik Deutschland und in Berlin (West) anlässlich des 50. Jahrestages der Machtübergabe an die Nationalsozialisten, Selbstverlag 1983.
- Projekt: Spurensicherung. Alltag und Widerstand im Berlin der 30er Jahre. Elefanten Press Verlag, Berlin 1983. Redaktion: Karl-Heinz Breidt, Andreas Ludwig, Kurt Schilde
- Spurensicherung in Schöneberg 1933. Rote Insel – Lindenhof – Jüdische Schweiz. Selbstverlag, Berlin 1983. Redaktion: Eva Brücker
- Spurensicherung des Widerstands und Alltags im Faschismus in Charlottenburg. Elefanten Press Verlag, Berlin 1983
- Passagen. Geschichte am Landwehrkanal. Selbstverlag, Berlin 1984. Autor: Jürgen Karwelat
- Der Lindenhof. Untersuchung von Nachbarschaftszusammenhängen und ihrer Veränderung durch die nationalsozialistische Machtergreifung. Selbstverlag, Berlin 1985
- Vom Lagerfeuer zur Musikbox. Jugendkulturen 1900–1960. Elefantenpress Verlag, Berlin 1985. Autoren: Christa Jančik, Gerhard Kluchert, Andreas Sander, Kurt Schilde, Eva Brinkschulte, Ulrich Meyer, Andreas Mischok, Winfried Sträter (dietermetzger.tk).
- Insel Moabit. Eine Dreiviertel-Rundfahrt mit dem Schiff. Selbstverlag, Berlin 1986. Autor: Jürgen Karwelat
- Landgang in Berlin. Stadtgeschichte an Landwehrkanal und Spree. Verlag Dirk Nishen, Berlin 1987. Autoren: Susanne Köstering, Andreas Schleicher, Manfred Gailus, Cornelia Carstens, Gisela Hahn, Jürgen Karwelat, Christa Jančik, Thomas Lindenberger, Carsten Seefeldt
- Die Rote Insel Berlin-Schöneberg. Bruchstücke zu einer Stadtgeschichte. Verlag Dirk Nishen, Berlin 1987. Autoren: Meike Eggert, Dieter von Buxhoeveden, Detlev Davids, Andreas Sander, Klaus Hesse, Uwe Clement, Lutz Birkholz, Christian Knapp, Hans-Michael Flämmig, Gisela Wenzel, Barbara Dankwortt, Herbert Böpple, Gerlinde Böpple, Wolf-Jürgen Haßdorf, Fred Wilhelm, Eva Brinkschulte, Hildegund Wolff, Uta Gerdes, Heike Papenthin, Kai-Torsten Illing, Martina Przewieslik, Rolf Amman, Jutta Bratz (Inhaltsverzeichnis PDF).
- Der Wedding – hart an der Grenze. Weiterleben in Berlin nach dem Krieg. Verlag Dirk Nishen, Berlin 1987. Autoren: Siegfried Heimann, Axel Kuhn, Angelika Rix, Susanne zur Nieden, Ray Rosdale, Dagmar Hartung-von Doetinchem, Dorothea Führe-Behringmeier, Heinz Rein, Heinrich Marvin, Sabine Hillebrecht, Ursula Schröter, Klaus Leuchtmann, Roland Schwarz, Andreas Hallen, Thomas Lindenberger, Erika M. Hoerning, Wolfgang Bohleber, Harry Lange, Wolfgang R. Ritter
- Das war ‘ne ganz geschlossene Gesellschaft hier. Der Lindenhof. Verlag Dirk Nishen, Berlin 1987. Autoren: Michael Meyer, Eva Brücker, Katia David, Roswitha Breckner, Christian Düntsch, Manuela Goos, Karl Bubenheimer, Gabriele Lang, Ursula Pasche, Jürgen Kerber, Andreas Ludwig, Gabriele Kienzl, Hannelore Gallin
- Die Nation als Ausstellungsstück. Planungen, Kritik und Utopien zu den Museumsgründungen in Bonn und Berlin. Zeitschrift Geschichtswerkstatt, Heft 11 (1987). VSA Verlag. Autoren: Sabine Weißler, Michael Wildt, Lutz Niethammer, Jürgen Habermas, Dieter Hoffmann-Axthelm, Albert d’Haenens, Gert Zang, Frank Thomas Gatter, Volker Wünderich, Claus F. Stolberg, Andreas Ludwig
- Berlins südliche Gestade. Stadtgeschichte an Neuköllner Kanälen. Selbstverlag, Berlin 1988. Autoren: Cornelia Carstens, Gisela Hahn, Klaus Handke
- Down By The River. A Historical Guide to Sightseeing along Berlin’s Waterways. Verlag Dirk Nishen. Berlin 1988. (Englische Übersetzung des Leitfadens aus Landgang in Berlin)
- Russen-Bilder, Berlin 1945. Selbstverlag, Berlin 1988. Autoren: Andreas Hallen, Brigitte Marquardt, Detlev Davids
- Sackgassen. Keine Wendemöglichkeit für Berliner Straßennamen. Verlag Dirk Nishen. Berlin 1988. Autoren: Jürgen Karwelat, Hans-Peter Richter, Margret Luikenga, Gisela Hahn, Claudia von Gélieu, Bernhard Müller, Cornelia Carstens, Sabine Werth
- Berliner Stadtplan von 1946. Nachdruck der Originalausgabe. Dokument einer verpassten Vergangenheitsbewältigung im Berliner Stadtbild. Selbstverlag. Berlin 1988. Plan, gefaltet und gerollt. Mitherausgeber: Jürgen Karwelat, Bernhard Müller, ISBN 3-925702-09-1.
- Postkartenserie. Selbstverlag, Berlin 1988
- … als wäre es nie gewesen. Juden am Ku’damm. Selbstverlag, Berlin 1989. Autor: Michael Weiß
- August 1914. Ein Volk zieht in den Krieg. Verlag Dirk Nishen, Berlin 1989. Autoren: Herrad-Ulrike Bussemer, Michael Reiter, Monika Bönisch, Susanne Rouette, Helmut Bräutigam, Gerhard Ille, Henrick Stahr u. a.
- Rund um den Klausenerplatz. Historischer Rundgang durch ein Charlottenburger Viertel. Selbstverlag, Berlin 1989. Autorin: Frauke Bollow u. a.
- Erna Proskauer: Wege und Umwege. Erinnerungen einer Rechtsanwältin. Verlag Dirk Nishen, Berlin 1989. Mitarbeit: Sabine Berghahn, Christl Wickert
- Die Rote Insel. Zur Geschichte des Berliner Arbeiterviertels. Verlag Dirk Nishen, Berlin 1989 (verbesserte Aufl., Reprint 2008)
- Direkt vor der Haustür. Berlin-Lichtenrade im Nationalsozialismus. ASF, Berlin 1990. Neuauflage 2005. Autoren: Andreas Bräutigam, Monika Fenuzau, Thomas Quilitzsch, Lutz Sand, Dagmar Schneider, Sönke Schneidewind, Rainer Weitzel, Ruth Zantow, Petra Heidebrecht
- Juden in Kreuzberg. Fundstücke … Fragmente … Erinnerungen …. Verlag Hentrich, Berlin 1991. Autoren: Christine Roig-Bogner, Christine Zahn, Walter Zadek, Dieter Hoffmann-Axthelm, Anneli Loerbroks, Maren Krüger, Eike Geisel, Andreas Ludwig, Dietlinde Peters, Michael Kreutzer, Helmut F. Braun, Julius H. Schoeps, Christoph Hamann, Stefan König
- Vom Oberbaum zum Unterbaum. Stadtgeschichte an der Spree. Selbstverlag, Berlin 1991. Autoren: Cornelia Carstens, Martine Däuwel, Manuela Dörnenburg, Ute Fabian, Gisela Hahn, Gabriela Holdt, Jürgen Karwelat, Roselinde Knarr
- Andere sind groß, wir suchen Profil. Archivkonzept der Berliner Geschichtswerkstatt. Selbstverlag, Berlin 1991. Autoren: Roswitha Breckner, Frauke Bollow, Eva Brücker, Cornelia Carstens, Sonja Miltenberger, Elke Mocker, Bernhard Müller.
- … da sind wir keine Ausländer mehr. Eingewanderte ArbeiterInnen in Berlin 1961–1993. Selbstverlag, Berlin 1993. Autoren: Henrick Stahr, Cord Pagenstecher u. a.
- Immer den Frauen nach! Spaziergang am Landwehrkanal zur Berliner Frauengeschichte. Selbstverlag, Berlin 1993. Autorinnen: Cornelia Carstens, Margret Luikenga, Manuela Dörnenburg, Gisela Hahn-Hantke, Anita Hermannstädter, Angelika Rix, Heike Stange, Ursula Schröter
- Das andere soziale Gedächtnis. Das Dokumentationszentrum für Alltags- und Regionalgeschichte der Berliner Geschichtswerkstatt e. V. in: Werkstatt Geschichte[internen link setzen] 8 (1993), S. 17–23. Autorinnen: Eva Brücker, Frauke Bollow (werkstattgeschichte.de PDF).
- Alltagskultur, Subjektivität und Geschichte. Zur Theorie und Praxis von Alltagsgeschichte. Verlag Westfälisches Dampfboot, Münster 1994. Autoren: Geoff Eley, Anna Davin, Albrecht Burkardt, Carola Lipp, Hans Medick, Karin Hartewig, Gabriele Rosenthal, Alf Lüdtke, Detlef Stender, Susanne zur Nieden, Ronald Berg, Roswitha Breckner, Frauke Bollow, Elke Mocker, Adelheid von Saldern, Bernward Dörner, Norbert Haase, Manuela Goos, Eva Brücker, Alfred Georg Frei, Axel Doßmann (Inhaltsverzeichnis PDF).
- Ich fürchte die Menschen mehr als die Bomben. Aus den Tagebüchern von drei Berliner Frauen 1938–1946. Metropol Verlag, Berlin 1996. Autorinnen: Angela Martin, Claudia Schoppmann
- Neue Passagen. Stadtgeschichte am Landwehrkanal. Selbstverlag, Berlin 1998. Redaktion: Jürgen Karwelat, Gisela Hahn-Hantke, Monika Sonke
- Am Wedding haben sie gelebt. Lebenswege jüdischer Bürgerinnen und Bürger. Metropol Verlag, Berlin 1998. Autorinnen: Annegret Bühler, Dorothea Führe, Gisela Hahn-Hantke, Andrea Lefevre, Ursula Schröter, Heike Stange
- Totaleinsatz. Zwangsarbeit in Berlin 1943–1945. Tschechische ZeitzeugInnen erinnern sich. Selbstverlag, Berlin 1998. Autoren: Cord Pagenstecher u. a.
- Frauen an der Spree. Ein Spaziergang durch die Geschichte. be.bra Verlag, Berlin 1999. Autorinnen: Cornelia Carstens, Stefanie Höver, Stephanie von Ow, Heike Stange, Rita Wolters, Manuela Dörnenburg, Gisela Hahn-Hantke, Anita Hermannstädter, Susanne Köstering, Margret Luikenga, Angela Martin, Kerstin Ohms, Gislinde Schwarz, Ursula Schröter, Monika Sonke, Pomona Zipser
- Wahnsinn. Erinnerungen an den Berliner Mauerfall vom 9. November 1989. Selbstverlag, Berlin 1999. Autoren: Jürgen Karwelat, Marcel Munte
- Zwei Ministerien in historischer Umgebung. Die Bundesministerien für Wirtschaft/Technologie und für Verkehr/Bau- und Wohnungswesen am Invalidenpark in Berlin-Mitte. Selbstverlag, Berlin 1999. Autor: Jürgen Karwelat
- Den Frauen nach. Ein Spaziergang am Landwehrkanal. be.bra Verlag, Berlin 2000 (gekürzte, verbesserte Auflage von „Immer den Frauen nach“, Berlin 1993)
- Zwangsarbeit in Berlin 1940–1945. Erfahrungsberichte aus Polen, der Ukraine und Weißrussland. Sutton Verlag, Erfurt 2000. Autoren: Cord Pagenstecher u. a.
- Rückkehr nach Berlin. Eine Dokumentation des Besuchs von 19 ehemaligen Zwangsarbeiterinnen und Zwangsarbeitern aus Lodz im Mai 2000, Berlin 2000
- Ich sah den Namen Bosch. Polnische Frauen als KZ-Häftlinge in der Dreilinden Maschinenbau GmbH. Metropol Verlag, Berlin 2002. Zweisprachig: polnisch und deutsch. Autorin: Angela Martin
- Geschichte begreifbar machen. Begegnung zwischen ehemaligen polnischen ZwangsarbeiterInnen und Berliner Jugendlichen in Lodz vom 12.4.–16.4.2003, Berlin 2003
- Arbeitserziehungslager Fehrbellin. Zwangsarbeiterinnen im Straflager der Gestapo. Brandenburgische Historische Hefte der Brandenburgischen Landeszentrale für politische Bildung 17, Potsdam 2004. Autoren: Cord Pagenstecher, Daniela Geppert, Gabriele Layer-Jung (politische-bildung-brandenburg.de PDF).
- Mauern, Projektionen, Reisefreiheit. Berlin – Schengen, 1989–2004. Furthur. Aspekte der Bewegungslehre, Heft 2 (Januar 2005). Selbstverlag, Berlin 2005. Mitherausgeber: Institut für Nomadologie. Autoren: Cord Pagenstecher u. a.
- Muster des Erinnerns. Polnische Frauen als KZ-Häftlinge in einer Tarnfabrik von Bosch. Metropol Verlag, Berlin 2005. Herausgeberinnen: Angela Martin, Ewa Czerwiakowski
- Die Rote Insel. Berlin-Schöneberg. Bruchstücke zur Stadtgeschichte. Selbstverlag, Berlin 2008 (Erweit. Neuaufl. der Publikation von 1987)
- Versteckt im Wald. Rüstung – Ausbeutung – Gewalt / W niemieckim lesie. Zbrojenia – wyzysk – przemoc. Eine Ausstellung im Haus der Begegnung mit der Geschichte, Warschau. Kuratorin: Angela Martin, Gestaltung: Hanna Sjöberg
- Kein Ort der Freiheit. Das Tempelhofer Feld 1933–1945. Selbstverlag, Berlin 2012. Autoren: Andreas Bräutigam, Beate Winzer, Kurt Schilde, Angelika Königseder, Hans Coppi, Mirko Assatzk, Thomas Irmer, Matthias Heisig (Inhaltsverzeichnis).
- Widerstand gegen den Nationalsozialismus in Berlin. Selbstverlag, Berlin 2014. Autoren: Geertje Andresen u. a.
- z.B. Bosch. Zwangsarbeit im Hildesheimer Wald. Eine Webseite der Berliner Geschichtswerkstatt (http://www.zwangsarbeit-bosch.de/). Autorinnen: Angela Martin, Ewa Czerwiakowski
- So viel Anfang war nie?! Nach dem Kriegsende in Berlin 1945. Selbstverlag, Berlin 2016. Autoren: Jürgen Karwelat, Peter Kersten, Klaus Mancke, Angela Martin, Rita Pawlowski, Andreas Petersen, Barbara Schieb, Regina Szepansky, Hartmut Topf (berliner-geschichtswerkstatt.de PDF).
- z. B. Bosch. Zwangsarbeit im Hildesheimer Wald. Relaunch der Webseite mit einem ausführlichen Kapitel über den Blick der Deutschen (http://www.zwangsarbeit-bosch.de/). Autorinnen: Angela Martin, Ewa Czerwiakowski
- Was tun? = Čto delat’? Berlin-Russland seit der Oktoberrevolution: Aspekte einer komplizierten Beziehung, Selbstverlag, Berlin 2018. Autoren: Andreas Bräutigam u. a.